# Бен-Сира, Пинхас
Бен-Сира (Шифман) Пинхас (5 октября 1873, Ельск, Минская губерния — 5 мая 1945, Тель-Авив) — еврейский публицист, переводчик, деятель сионистского движения. Отец Якова Бен-Сиры.

## Биография
Родился в местечке Ельск в семье раввинистического учёного («Талмид Хахама») Эльханана Шифмана и Стеси Герчук. До 12 лет получил еврейское образование в хедере и иешивах Минска, Вильно и Михалишек. С 19 лет работал учителем. В 1902 была опубликована первая его статья в журнале «Ха-Шилоах».

В 1903 известным раввином И.-Я. Рейнесом была основана иешива в Лиде, где Шифман был приглашён для преподавания Библии и литературы на иврите. Затем преподавал в еврейских гимназиях Вильно. Во время первой мировой войны, в числе многих беженцев, приехал в Екатеринослав, где преподавал иврит в гимназиях. В Екатеринославе он продолжил работу в созданных общиной школах для детей беженцев, давал уроки иврита в кружке "Любители языка иврит". В течение пяти лет был секретарём местной сионистской организации. 

Опасаясь репрессий, уехал из Екатеринослава в Польшу, где в 1923-24 был инспектором школ сети «Тарбут» в Варшаве. С 1926 в Эрец-Исраэль. Обосновавшись в Тель-Авиве продолжил литературную и педагогическую работу в религиозных школах «Тахкемони» и «Тальпиот»

## Сочинения
- «אכסניא של תורה»
- «מסרת התרבות»
- «היסוד הדתי בחנוך»
- «תרבות וחִנוך»
- «החנוך הלאומי»
- «בית היוצר»
- «פרקים בחינוך»